# Odeon (album)
Odeon – drugi album studyjny formacji incarNations. Album dotarł do 42. miejsca polskiej listy przebojów – OLiS.

## Lista utworów
Źródło.
1. „Chciałeś zaśpiewać” (W.Krzak/B.Loebl)
2. „Nocą jesteśmy głodni” (W.Krzak/B.Loebl)
3. „Nasza miłość ma skrzydła” (W.Krzak/B.Loebl)
4. „Powiał chłodny wiatr” (W.Krzak/ M.Czomperlik)
5. „Śpij, śnij” (W.Krzak/B.Loebl)
6. „Jesteś jak las” (W.Krzak/B.Loebl)
7. „I put a spell on you” (Screamin’ Jay Hawkins)
8. „Spadającą gwiazdę schowaj do kieszeni” (P.Vance/L.Pockriss tłum. W.Krzak)
9. „Rebeka” (Z.Białostocki/A.Włast)
10. „La solitude” (Barbara/Barbara)